# Puccinia epilobii
Puccinia epilobii är en svampart som beskrevs av DC. 1815. Puccinia epilobii ingår i släktet Puccinia och familjen Pucciniaceae.   Inga underarter finns listade i Catalogue of Life.